# Кейт О'Мара
Кейт О'Мара (англ. Kate O'Mara; справжнє ім'я Френсіс Мередіт Керролл;10 серпня 1939, Лестер — 30 березня 2014, Сассекс) — англійська акторка.
О'Мара найбільш відома завдяки ролі Кіаресс Моррелл, злісної сестри Алексіс Колбі (Джоан Коллінз) у прайм-тайм мильній опері ABC «Династія». Вона з'явилася в шостому і сьомому сезонах шоу в 1986 році. Акторка з'явилася лише в 21 епізоді шоу: Джоан Коллінз вважала наявність схожою на неї акторки поганою ідеєю, і О'Мара незабаром була звільнена від свого п'ятирічного контракту на зйомки.
О'Мара за свою кар'єру зіграла кілька десятків ролей на британському телебаченні, в кіно і на театральній сцені Лондона. Вона в першу чергу відома завдяки втіленню образів гламурних лиходійок у багатьох британських мильних операх, а також ролі Рані в серіалі «Доктор Хто». На великому екрані, поза мильними операми, вона знялася у фільмах жахів «Коханки-вампірки» і «Жах Франкенштейна».
Акторка була одружена двічі і мала двох дітей, один з яких у 2012 році вчинив самогубство в її будинку. О'Мара в той момент була госпіталізована з пневмонією, і його тіло було виявлено лише через три тижні. О'Мара, що страждала від нападів депресії, написала чотири книги, дві з яких були автобіографіями. Померла 30 березня 2014 року в будинку для людей похилого віку Сассекса, після нетривалої хвороби.